# グレン・クイン
グレン・マーティン・クリストファー・フランシス・クイン（英語：Glenn Martin Christopher Francis Quinn、1970年5月28日 –2002年12月3日）はアイルランドの俳優。短い人生の間に『エンジェル』（アレン・フランシス・ドイル役）や 『ロザンヌ』（マーク・ヒーリー役）といったアメリカ合衆国のドラマや、Covington Crossというイギリスのドラマなどに出た。

## 人物
アイルランドのダブリンで生まれた。ティーンエイジャーのころ、バンドでドラムをたたき、地元の小さな舞台の制作に携わった。
クロンキーン・カレッジに入学したが、1988年、カリフォルニア州ロングビーチに母親の Bernadetteと姉妹のSonyaとLouisa、兄弟のCiaranと共に移住した。俳優になりたいと思う前から発電所やレストランなどでアルバイトをした。
スター・ウォーズ・シリーズのメモラビアを集めたり、ドラムやギターを演奏したり、カーレースをするのが好きだった。また、カリフォルニア州ロサンゼルスに"Goldfingers"というナイトクラブを共同経営していた。
2002年12月3日に死亡。警察と検視報告は死因をヘロインの大量使用と判断した。遺体はノースハリウッドに住む友人の家のカウチ・ソファにあった。
『エンジェル』出演時、彼は共演者である デヴィッド・ボレアナズ, カリスマ・カーペンター, クリスチャン・ケインと親しく、彼らはしばしばプレイボーイ・マンションにゲストとして招かれた。後に『エンジェル』第5シーズンの DVDコメンタリーにおいて クリスチャン・ケインは彼の死を未だに悼んでいることを話し、第5シーズンにおけるクインの演じたキャラクターであるドイルの感情について話した。第5シーズン第12話にあたる"You're Welcome"という回のオーディオコメンタリーでは、デヴィッド・ボレアナズ、カリスマ・カーペンターが涙を流す場面もあった。

## 発言
アイルランド語を話すとき、あなたは自分自身とひとつになり、アイルランド語を使うと自分が元気になるのがわかる。それは立派な方言だと僕は思いますね。僕がエンジェルへ初めてキャストとして参加したとき、僕は吸血鬼映画とケルト神話にものすごく興味があったので、ドイルを演じるチャンスをつかんだときすごく興奮し、実際楽しく演じさせていただきました。

## 出演作品
| 映画          | 映画                        | 映画                       | 映画                                          |
| 公開年        | 作品名                      | 役名                       | 備考                                          |
| ------------- | --------------------------- | -------------------------- | --------------------------------------------- |
| 1991年        | 過ぎゆく夏                  | アラン                     |                                               |
| 1992年        | Dr.ギグルス                 | マックス・アンダーソン     |                                               |
| 1995年        | Live Nude Girls             | ランディ                   |                                               |
| 1997年        | Campfire Tales              | スコット・アンダーソン     | Segment: The Campfire                         |
| 1998年        | サム・ガール                | ジェフ                     |                                               |
| 2002年        | R.S.V.P.                    | ハル・エバンズ教授         |                                               |
| テレビ        |                             |                            |                                               |
| 放映年        | 作品名                      | 役名                       | 備考                                          |
| 1990年        | ビバリーヒルズ高校白書      | Party Jock #1              | 第1シーズン『Class of Beverly Hills』のみ出演 |
| 1990年        | バグダッド・カフェ          | ジョニー                   | Episode: Not Enough Cooks                     |
| 1990年        | Call Me Anna                | George Chakiris            | ABC テレビ映画                                |
| 1990年        | Silhouette                  | Darren Lauder              | テレビ映画                                    |
| 1990年–1997年 | ロザンヌ                    | マーク・ヒーリー           | TV Land Awardsにノミネート                    |
| 1992年        | 青春の城 コビントン・クロス | セドリック・グレイ         |                                               |
| 1999年        | Jesse                       | ショーン                   | Episode: The Mischievous Elf                  |
| 1999年        | エンジェル                  | アレン・フランシス・ドイル | 9話分出演(クレジットでは10話)                 |
| 2000年        | ロック・アンド・ドリーム    | ベン                       | VH1のテレビ映画                               |

### ゲーム
- Star Wars: X-Wing vs. TIE Fighter (1996年)
- Outlaws (1997年) as 'Rattlesnake' Dick Farmer
- The Curse of Monkey Island (1997年) 海賊#5